# Вечтомов, Иван Николаевич
Иван Николаевич Вечтомов (чеш. Ivan Večtomov; 22 января 1902, Екатеринбург — 25 апреля 1981, Прага) — чешский композитор и виолончелист русского происхождения. Отец Саши Вечтомова, дядя Николая Вечтомова.
Учился в Пражской консерватории у Юлиуса Юнека и Ладислава Зеленки, затем в 1928—1930 гг. в Париже у Дирана Алексаняна. С 1931 г. виолончелист Пражского квартета. С 1945 г. концертмейстер Чешского филармонического оркестра. В 1949 г. исполнил премьеру Концертино для виолончели, духовых, ударных и фортепиано Богуслава Мартину (дирижировал Вацлав Нойман). С 1951 г. преподавал в Пражской консерватории.